# Kościół husycki w Ostrawie-Zábřehu
Kościół husycki w Ostrawie-Zábřehu – husycka świątynia Czechosłowackiego Kościoła Husyckiego zlokalizowana w Zábřehu (obwodzie miejskim Ostrawy) w Czechach.

## Historia
Czechosłowacki Kościół Husycki, po prawnym uznaniu w Czechosłowacji w 1920, zyskał już w 1921 na terenie Zábřehu 150 wyznawców. O budowę świątyni zabiegali w szczególności byli legioniści z terenu Zábřehu. Kościół wzniesiono w latach 1932-1933 w stylu funkcjonalistycznym. Projektantami byli Josef Kittrich oraz Josef Hrubý (ten drugi zaprojektował m.in. dom towarowy Bílá labuť w Pradze). Na inaugurację obiektu przybyły tysiące wiernych, również spoza miasta.  

## Architektura
Fasada główna może nawiązywać do wzornictwa radioodbiornika. Niesymetrycznie umieszczona wieża pierwotnie mieściła trzy dzwony podarowane przez spółkę Vítkovické horní a hutní těžířstvo z Witkowic. Przy wejściu wmurowano kamień z husyckiej twierdzy Kozí hrádek koło Sezimova Ústí (dar miasta Tabora). 
Podobny w formie kościół husycki wzniesiono w zbliżonych latach w Svinovie. 